# Hotel Zack & Cody
Hotel Zack & Cody (Originaltitel: The Suite Life of Zack & Cody) ist eine US-amerikanische Sitcom, die in den Jahren 2005 bis 2008 auf dem amerikanischen Disney Channel ausgestrahlt wurde. In Deutschland lief die Serie ab dem 3. Oktober 2005 auf dem gleichnamigen Pay-TV-Sender Disney Channel und wurde ab dem 3. Juni 2007 auch im Free-TV auf Super RTL ausgestrahlt. In Österreich wurde die Serie ab 2008 auf ORF 1 ausgestrahlt. Die Produktion der Serie wurde im Jahr 2007 eingestellt.

## Sendung
Die Serie handelt von den eineiigen Zwillingen Cody und Zack Martin, die mit ihrer alleinerziehenden Mutter Carey im Tipton Hotel wohnen. Carey ist dort als Sängerin angestellt und darf daher mit ihren Söhnen in dem 5-Sterne-Hotel in Boston, Massachusetts, leben. Zack und Cody erleben mit ihren Freunden Maddie und London wilde Abenteuer im Hotel. Dies gefällt dem Hotelmanager Marion Moseby gar nicht und so versucht er, die Zwillinge loszuwerden. Doch im Laufe der Jahre wachsen ihm Zack und Cody ans Herz.
Die Serie spielt im selben Serienuniversum wie Hannah Montana, Die Zauberer vom Waverly Place, Jessie, Tripp’s Rockband, Raven blickt durch, Zuhause bei Raven und Einfach Cory!, so dass es ab und an Gastauftritte und andere Berührungspunkte zwischen den Serien gibt, wie zum Beispiel den Tourneeaufenthalt von Hannah Montana im Tipton Hotel.
It’s a Laugh Productions produzierte für den Disney Channel einen Spin-off mit dem Titel Zack & Cody an Bord (im Original: The Suite Life on Deck). Als Außenkulisse des Hotels diente das Hotel Vancouver in Vancouver, Kanada.

## Hauptfiguren

### Zachary „Zack“ Martin

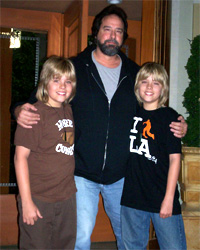
Dylan und Cole Sprouse als Zack & Cody

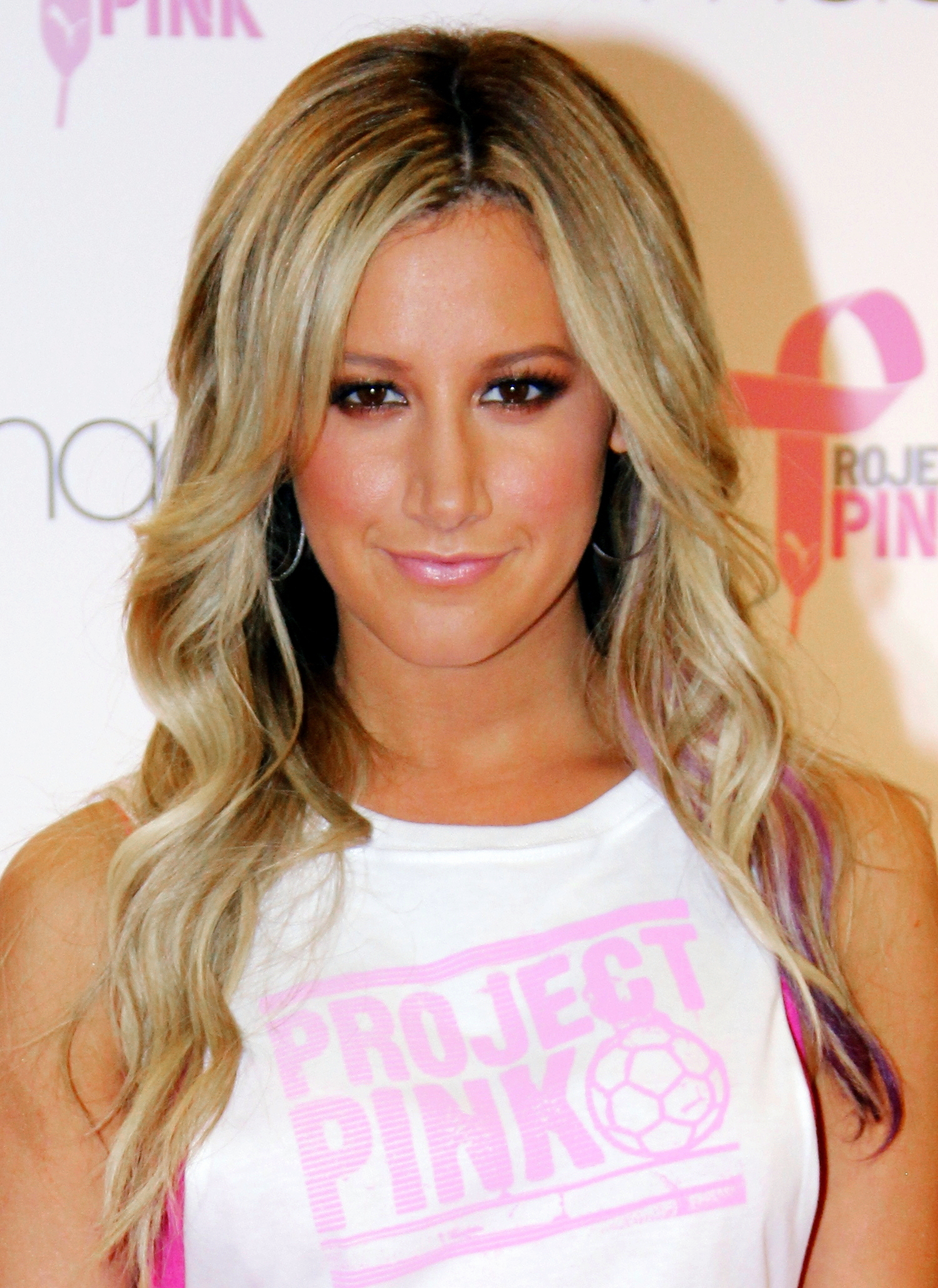
Ashley Tisdale als Maddie

Zack ist der zehn Minuten ältere Zwillingsbruder von Cody. Er stiftet oft Unheil und versucht seinen „kleinen“ Bruder immer mit in seine Probleme hineinzuziehen. Er trägt normalerweise Skaterkleidung und versucht meistens das zu bekommen, was er will. Er zeigt großes Interesse am weiblichen Geschlecht und flirtet deshalb immer mit Maddie. Er ist nicht sonderlich gut in der Schule und versucht mit verschiedenen Tricks sich um die Arbeit zu drücken. Im Gegenteil zu Cody ist Zack eher der kleine Macho, was Frauen betrifft, was er wohl von seinem Vater geerbt hat. So behandelt er auch seine „Kurzzeitfreundinnen“.

### Cody Martin
Cody ist ein Genie. Er kann aber nicht so gut auf die Mädchen zugehen wie sein Bruder Zack. Er interessiert sich anstatt für das Aussehen mehr für die inneren Werte der Mädchen. Wenn Zack in Schwierigkeiten gerät, versucht er immer zu helfen, und das nicht immer mit Erfolg. Er lernt regelmäßig für die Schule und ist der Klassenbeste, da er meist nur Einsen schreibt. Auch ist er meist deutlich verantwortungsbewusster als sein Bruder, lässt sich von ihm aber oft in Streiche verwickeln.

### London Leah Tipton

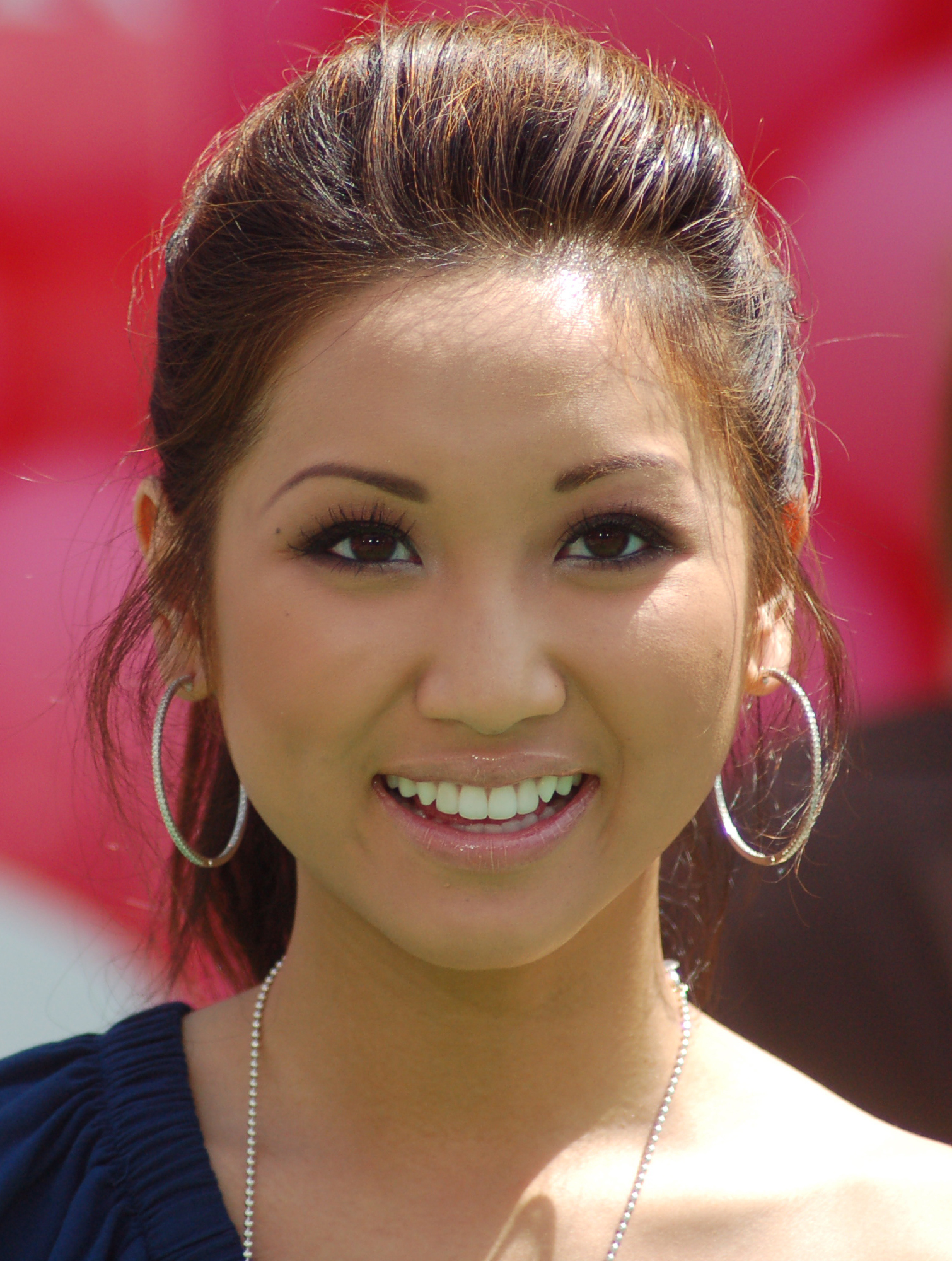
Brenda Song als London Tipton

Die reiche Tochter des Hotelbesitzers geht auf dieselbe Schule wie Maddie und bekommt normalerweise keine guten Noten, besiegt Maddie jedoch beim Schach. Sie liebt das Einkaufen und besitzt sehr viele Kreditkarten. Außerdem hat sie einen mehrstöckigen Kleiderschrank mit einem Spiegel, der ihr immer sagt wie toll sie aussieht, zu Maddie aber immer etwas Beleidigendes sagt.
London Tipton ist eine Parodie auf die US-Hotelerbin Paris Hilton und wird häufig faul, naiv und einfältig dargestellt. Durch ihren Luxus ist sie ziemlich verzogen und weltfremd.
Ihr Vater ist bis auf eine Folge in Zack & Cody an Bord nie als kompletter Mensch zu sehen. Außerdem hat er eine Vorliebe für jüngere Damen, die er ziemlich schnell nach dem Kennenlernen heiratet. Er hatte schon sechs Frauen.
London ist außerdem keine besonders gute Sängerin. Dennoch lassen sie bis zur dritten Staffel alle im Glauben, sie könne es, und das nur, weil ihr Vater immer etwas produziert, wenn etwas zum Singen im Tipton ansteht. Als sie bei der Schulaufführung zu dem Stück High School Musical die Sharpay singen soll und sich nicht vor ihrem Daddy blamieren will, bittet sie Maddie, die im Original High School Musical die Rolle der Sharpay spielt und singt, für sich zu singen; diese tut es auch. London hat viele versteckte Talente: Sie trainiert oft in der Sportabteilung und ist Schachweltmeisterin, obwohl sie die Springer nicht auseinanderhalten kann. Sie hat ihre eigene Webshow Ja Super, die von Cody sowie manchmal von Maddie produziert wird. Es gibt sie auch außerhalb der Serie im Web.

### Madeline Margaret Genevieve Miranda Catherine „Maddie“ Fitzpatrick
Maddie arbeitet am Süßwarenstand im Hotel. Sie ist ein Multitalent und bekommt, wie Cody, nur gute Zensuren in der Schule. Sie geht allerdings auf eine Klosterschule, Unsere liebe Frau des ewigwährenden Kummers, auf die auch London in der zweiten Staffel geschickt wird, aber in der dritten Staffel wieder runterfliegt. Wenn sie sich ein Ziel setzt, verfolgt sie es bis zum Ende. Für Maddie gibt es nichts Schöneres, als zufriedene Kunden, außer natürlich ihr Extrageld, das sie sich mit Babysitten verdient. Sie kann schneller rechnen als ihre Kasse. Zack ist verknallt in Maddie, erhält aber regelmäßig eine Abfuhr von ihr, weil er etliche Jahre zu jung ist und sie einen Freund in ihrem Alter sucht. Sie hält ihn jedoch für jemand Besonderen und versprach ihm, mit ihm zusammen auf seinem Abschlussball zu tanzen. Maddie ist mit London befreundet, ist jedoch auch ihre Rivalin in Sachen Mode und Wohlstand. Meistens halten die beiden aber gut zusammen. Maddie hat viele Geschwister. In einer Episode spricht sie von „Brüdern und Schwestern“, woraus man schließen kann, dass die Fitzpatricks mindestens fünf Kinder haben. Nur ihr kleiner Bruder Liam, den Maddie und ihre Oma als Ekel bezeichnen, kommt in der Serie vor. Außerdem zieht ihre Schwester, mit der sie sich zuvor ein Zimmer teilen musste, aus.

### Marion Moseby
Mr. Moseby (von den meisten Charakteren nur Moseby genannt) ist der Manager des Hotels und steht stets mit einem charmanten Lächeln am Schalter. Wenn ihn etwas wirklich zum Wahnsinn treiben kann, dann Zack und Cody. Wegen der beiden kann er sich nie richtig entspannen und sich mal zurücklehnen, denn er muss immer fürchten, dass ihm die Decke auf den Kopf fällt. Mr. Moseby kann so gut wie alles organisieren und ist deshalb ziemlich beliebt. Er ist als Hotelmanager auch der einzige, vor dem London Respekt hat, da er regelmäßig mit ihrem (reichen) Vater telefoniert. Für London ist er außerdem eine Art Vaterersatz, der sie tröstet, wenn ihr Vater sie wieder mal nicht besucht. Moseby hat London das Autofahren und das ABC beigebracht und ist einmal mit ihr zum Vater-Tochter-Tanz gegangen.

### Carey Marie Martin
Carey ist die alleinerziehende Mutter von Zack und Cody. Sie ist Sängerin und musste mit den Kindern oft umziehen, bis sie einen festen Job im Tipton bekam, wo sie seitdem als Sängerin arbeitet.
Sie hat mit den Jungs alle Hände voll zu tun und deshalb sehr wenig Zeit, sich zu erholen. Dennoch liebt sie die Kinder und ihr ist nichts wichtiger als diese glücklich zu sehen. Außerdem ist sie auch eine Ansprechpartnerin für London und Maddie.
Sie ist alleinstehend, hat jedoch einen Verehrer, den Hausmeister des Hotels, Arwin, der aber nicht ihr Typ ist. Ihr Ex-Mann Kurt kommt manchmal zu Besuch und dann wird es noch anstrengender für sie. Außerdem wirkt Carey überrascht und auch beleidigt, wenn Zack und Cody etwas über ihr Aussehen am Morgen sagen oder wenn die Zwillinge auf ihr Alter zu sprechen kommen. Häufig gibt sie einen guten Gegenkommentar oder wimmelt sie schnell ab.

## Nebenfiguren
Arwin Q. Hawkhauser
ist ein selbsternannter Wissenschaftler, der in Carey verliebt ist, dessen Erfindungen meist nicht oder nur falsch funktionieren. Außerdem ist er der Techniker im Tipton Hotel und ein guter Freund von Zack und Cody. Mit Cody nimmt er in manchen Folgen an (Schul-)Wettbewerben teil, was aber stets schiefgeht, da sein Drang, zu verrückt zu sein, immer auffliegt und Cody dann disqualifiziert wird. Arwins verkanntes Genie ist meist eine große Hilfe für die Zwillinge Zack und Cody, da sie seine technische Begabung oft für sinnlose, freche Streiche ausnutzen. Normalerweise funktionieren seine Erfindungen nicht, komischerweise konnte er jedoch einen funktionstüchtigen (wenn nicht gerade schlauen) Roboter namens Arwinstein bauen. Zudem baute er den PU, eine Art Teleporter, der Objekte in ein Paralleluniversum versetzen kann. Zack und Cody konnten mithilfe einer bestimmten Kombination tatsächlich in eine Parallelwelt gelangen.
Im Nintendo-DS-Spiel „Kreis der Spione“ wird sein Zwillingsbruder Darwin gezeigt. Er arbeitet für Ilsa, hat eine Augenklappe und ist böse. In der Serie kommt er aber nie vor. Arwin sagt sogar, dass er keinen Zwillingsbruder hat.
Esteban Julio Ricardo Montoya De La Rosa Ramírez
ist ein Hotelpage (der einzige, der in der Serie auftaucht) mit spanischem Akzent, woran man erkennt, dass er aus Lateinamerika stammt. Auch er ist ein guter Freund von Zack, Cody, Maddie und London. Sein Vater heißt Diego Esteban Julio Ricardo Montoya De La Rosa Ramírez und seine Mutter Ute. Obwohl er Mr. Moseby oft nicht versteht, ehrt er ihn als „einen großen Mann“. Estebans Herkunft ist ein kleines Dorf in Peru, das aber auf Grund eines Fluches nicht mehr bewohnt ist (siehe Der Fluch der Pyramide (I Want My Mummy)). Laut eigener Aussage war seine Oma Königin. Seine Mutter kam aus der Hauptstadt von Spanien, Madrid. Seine Familie hatte einen Bauernhof, bis sein Onkel eine Pipeline der Tiptons angebohrt hat, nun hat Londons Vater den Hof übernommen. Er und seine Familie sind Hispanics. Trotz seiner oft kindischen Art ist er ein sehr netter und ehrlicher Angestellter. Als Haustier hält er einen Hahn namens Dudley. Er denkt, dass er ein großes Talent hat und kämpft für ihn, wenn Dudley von den Tipton-Mitarbeitern beleidigt wird.
Muriel
ist die Putzfrau im Tipton-Hotel. Nach Zack und Codys Meinung ist das Einzige, was sie tatsächlich putzt, nur alles, was im Kühlschrank steht. Sie hat rotgefärbte Haare, ist ziemlich dick, bewegt sich nicht gerne und ist etwas senil. Sie hat nie Angst und geht bei ihren Taten sehr unvernünftig vor. Sie kommt nur in der ersten Staffel und in einer Folge der dritten Staffel vor. Nach der ersten Staffel geht sie in Rente, Zack & Cody holen sie in der dritten Staffel ins Tipton zurück (als Schein-Angestellte), zu dieser Zeit hat sie blonde Haare.
Patrick
ist der Leiter des Hotel-Restaurants. Außerdem scheint er in ständige Konflikte mit seinen Kollegen verwickelt zu sein, besonders mit Maddie und Esteban, in denen es hauptsächlich um seinen Vorteil geht.
Skippy
ist der viertbeste Sicherheitsbeamte und Ersatz an der Rezeption. Er ist oft ziemlich durch den Wind und man merkt, dass er vom Lande stammt.
Norman
ist der Portier des Hotels und steht in jeder Folge an der Eingangstür. Er spricht nur selten bis überhaupt nicht, ist dennoch für Zack und Cody ein hilfreicher Kumpel.
Irene
erfüllt die Funktion der Concierge. Auch sie ist in (fast) jeder Folge zu sehen, wird aber nur selten bei ihrer eigentlichen Arbeit gesehen. Sie spricht so gut wie nie und sitzt die meiste Zeit an ihrem Platz.
Nia
ist Mr. Mosebys Nichte und besucht ihn während der Sommerferien. Sie besuchte schon viele andere Verwandte, da ihre Eltern hoffen, dass ihre Verwandten ihr Vernunft beibringen können, da sie sehr reizbar und gewalttätig ist. Als die Ferien vorbei sind, beschließt sie, das ganze Jahr in Boston zu bleiben und besucht mit Zack, Cody, Maddie und London eine staatliche Mittelschule. Moseby setzt sie nur am Süßwarenstand ein.
Millicent
ist ein Teenager und wird während der Sommerferien als Ersatz für Maddie eingestellt, bleibt aber später auch noch. Sie ist wirklich sehr schreckhaft und hat vor ziemlich allem tierische Angst. Nia gibt ihr, auf Grund ihres Überbisses, den Spitznamen „Eichhörnchen“.
Ilsa Schnitzelhubermeier Heaven Van Helsing der Kepelugerhoffer
war ursprünglich Hotelinspekteurin des Tiptons. Sie übernahm kurzzeitig die Leitung des Bostoner Tipton-Hotel, wurde aber dann gefeuert. Sie hat ein großes Muttermal im Gesicht, aus dem ein Haar herauswächst. Einige Zeit später wird sie die Managerin des St. Mark Hotels, gleich gegenüber dem Tipton. Spätestens seit da sind Moseby und Ilsa stark verfeindet. Außerdem hat sie geheiratet und heißt nun Ilsa Schnitzelhubermeier Heifen Van Helsing de Keppellubahora.
Im Nintendo-DS-Spiel „Kreis der Spione“ engagiert sie einen Zauberer und Spione, die eine Erfindung Arwins stehlen sollen. Der „P.L.O.T.“ ist ein riesiges Gerät, das die Touristen vom Tipton ins St. Mark locken soll.
Bob
ist der Freund von Zack und Cody. Er ist Legastheniker und hat Zack einmal unabsichtlich auf die Idee gebracht, sich auch als solcher auszugeben. Er mag es, Zack und Cody zu besuchen, da Norman der Portier ihn immer mit „Sir“ anspricht.
Janice und Jessica
sind Zwillinge, wie Zack und Cody, und treffen das erste Mal auf das andere Zwillingspaar, als im Tipton ein Zwillingstreffen veranstaltet wird. Beide sind ausgesprochen hübsch und sprechen mit englischem Akzent.
Max
ist eine sehr gute Tänzerin und außerdem gut mit Zack und Cody befreundet. Anfangs der 1. Staffel wird sie häufig als Junge bezeichnet, wegen ihres Verhaltens, ihres Aussehens (ihre langen Haare versteckt sie unter einer Kappe) und ihres Namens. Sie spielt im selben Basketballteam wie die beiden, zumindest in der ersten Staffel. Allerdings kommt es in einer Folge auch zu einem Kuss zwischen Max und Zack, was beide natürlich überhaupt nicht gut finden.
Bandwurm
ist der beste Freund von Max. Beide waren in der ersten Staffel Außenseiter. Er ist zu seinem Namen gekommen, indem er 20 Hot Dogs in weniger als zwei Minuten verdrückt hat. Ansonsten ist Bandwurm eher nur ein „Mitläufer“, der alles, was Max sagt, bestätigt und wiederholt. Er kommt nur in der ersten Staffel vor.
Agnes
ist sehr unentschlossen was die Liebe angeht. Sie verliebt sich erst in Cody und danach in Zack dann wieder umgekehrt. Die beiden mögen sie allerdings nicht, weil sie vermutlich nicht ihrem Schönheitsideal entspricht und sehr aufdringlich ist. Später verliert Agnes das Interesse an den beiden Brüdern.
Corrie
ist eine Schulfreundin von Mary und Maddie. Sie ist ein unglaublicher Fan von London Tipton und bekommt immer Anfälle, wenn London in der Nähe ist. Corrie wollte sogar eine Katze nach ihr benennen und will immer alles mit ihr gemeinsam tun.
Barbara Simka Brownstein
ist Codys kluge Freundin. Sie trägt eine Brille, hat schwarze Haare, kann Karate und ist Jüdin.
Schwester Dominique
ist Nonne in der Schule von Maddie, London und Corrie. Sie gibt für die Dinge die London angestellt hat immer den anderen die Schuld (meist Maddie), weil sie zum rechten Zeitpunkt reinkommt, während London gerade nichts anstellt, oder aufgrund von Botschaften Gottes den anderen die Schuld gibt, weil der eigentliche Schuldige doch nicht alles falsch gemacht hat.

## Schauspieler und Synchronisation
| Rolle               | Schauspieler          | Synchronsprecher                             |
| Hauptdarsteller     | Hauptdarsteller       | Hauptdarsteller                              |
| ------------------- | --------------------- | -------------------------------------------- |
| Zack Martin         | Dylan Sprouse         | Robert Schmalz                               |
| Cody Martin         | Cole Sprouse          | Robert Schmalz                               |
| London Tipton       | Brenda Song           | Magdalena Turba, Julia Kaufmann (3. Staffel) |
| Maddie Fitzpatrick  | Ashley Tisdale        | Esra Vural                                   |
| Marion Moseby       | Phill Lewis           | Norman Matt                                  |
| Carey Martin        | Kim Rhodes            | Melanie Hinze                                |
| Nebendarsteller     |                       |                                              |
| Esteban Ramírez     | Adrian R’Mante        | Sebastian Christoph Jacob                    |
| Arwin Q. Hawkhauser | Brian Stepanek        | Peter Flechtner                              |
| Bob                 | Charlie Stewart       | Moses Obletta                                |
| Barbara             | Sophie Tamiko Oda     | Kristina Tietz                               |
| Max                 | Alyson Stoner         | Victoria Frenz                               |
| Corrie              | Vanessa Hudgens       | Catrin Dams                                  |
| Mary-Margaret       | Monique Coleman       | Susanne Geier                                |
| Patrick             | Patrick Bristow       | Oliver Feld                                  |
| Chelsea             | Brittany Curran       | Anita Hopt                                   |
| Muriel              | Estelle Harris        | Eva-Maria Werth                              |
| Nia Moseby          | Giovonnie Samuels     | Kathrin Gaube                                |
| Agnes               | Allie Grant           | Lydia Morgenstern                            |
| Schwester Domenick  | Marianne Muellerleile | Uschi Wolff                                  |

## Gaststars
- Victoria Justice als Rebecca in der Folge 2/Staffel 1 (Die Schönste der Schönen)
- Jesse McCartney als er selbst in der Folge 17/Staffel 1 (Der Rockstar im Tipton)
- Zac Efron als Trevor in der Folge 27/Staffel 2 (Cody zieht aus)
- Moisés Arias als Randall in der Folge 29/Staffel 2 (Entspannt euch)
- D. C. Douglas als hochnäsiger Interviewer in der Folge 35/Staffel 2 (Fremde Federn)
- Kathryn Joosten als Großmutter Marilyn in der Folge 36/Staffel 2 (Der 16. Geburtstag)
- Miley Cyrus als Hannah Montana in der Folge 46/Staffel 2 (Dein Auftritt, Hannah Montana)
- Raven-Symoné Pearman als Raven Baxter in der Folge 46/Staffel 2 (Dein Auftritt, Hannah Montana)
- Selena Gomez als Gwen in der Folge 48/Staffel 2 (Ein Sommernachtsalbtraum)
- Kaycee Stroh als Leslie in der Folge 50/Staffel 2 (London, der Volleyball-Star), in der Folge 84/Staffel 3 (Bankdrücker)
- Mindy Sterling als Schwester Rose in der Folge 50/Staffel 2 (London, der Volleyball-Star)
- Cheryl Burke als Shannon in der Folge 51/Staffel 2 (Darf ich bitten?)
- Tahj Mowry in der Folge 52/Staffel 2 (Der Gruselfilm)
- Tom Poston als Merle in der Folge 53/Staffel 2 (Ab in die Wildnis)
- Nathan Kress als Jamie in der Folge 61/Staffel 2 (Wieder im Spiel)
- Daryl Mitchell als Daryl in der Folge 61/Staffel 2 (Wieder im Spiel)
- The Veronicas als sie selbst in Folge 63/Staffel 2 (Jetzt wird’s filmreif Teil 2)
- Meaghan Jette Martin als Stacey in der Folge 72 (Vielstimmiger Liebesgesang)
- Raini Rodriguez als Betsy in der Folge 72 (Vielstimmiger Liebesgesang)
- Mark Indelicato als Antonio in der Folge 74 (Musical-Fieber)
- Kathy Najimy als Principal Milletidge in Folge 75/Staffel 3 (Der erste Tag auf der Highschool)
- Kay Panabaker als Amber in Folge 75/Staffel 3 (Der erste Tag auf der Highschool)
- Tony Hawk als er selbst in der Folge 82/Staffel 3 (En garde, Bakterien!)
- Justin Baldoni als Diego in der Folge 82/Staffel 3 (En garde, Bakterien!)
- Drew Seeley als Geoffrey in der Folge 83/Staffel 3 (Nachhilfe für Herzensbrecher)
- Jaden Smith als Travis in der Folge 83/Staffel 3 (Nachhilfe für Herzensbrecher)
- Michael Clarke Duncan als Coach Little in der Folge 84/Staffel 3 (Bankdrücker)
- Daniella Monet als Dana in der Folge 84/Staffel 3 (Bankdrücker)
- The Cheetah Girls als sie selber in der Folge 85/Staffel 3 (Die Cheetah Girls zu Gast im Tipton)
- Chris Brown als er selbst in der Folge 85/Staffel 3 (Die Cheetah Girls zu Gast im Tipton)

## Spin-off
Der Disney Channel hatte von 2008 bis 2011 unter dem Titel Zack & Cody an Bord (Originaltitel: The Suite Life on Deck) ein Spin-off der Serie produziert. Zack, Cody, London und Mr. Moseby leben auf einem Tipton-Kreuzfahrtschiff, der S.S. Tipton. Maddie, Carey, Esteban und Arwin haben im Spin-off nur Gastauftritte.

## Running Gags
In der Serie tauchen ab und zu Running Gags auf.
- Londons Ja, Super („Yay Me“) und Ja, London (dann klatscht sie meistens und hüpft herum) sowie ihr Ich bin reich.
- Die früheren Geschichten von Carey, meist Ich hatte mal einen Freund …. Der jeweilige Zuhörer stöhnt dann nach diesem Satzteil auf.
- Estebans vollständiger Name (Esteban Julio Ricardo Montoya De La Rosa Ramírez): Er spricht ihn immer wenn er eine mutige Tat begeht, jedoch wird er fast immer durch jemanden unterbrochen, weshalb er sofort aufhört.
- Wenn Mr. Moseby etwas Peinliches passiert, sieht man einen Gast negativ erstaunt wegrennen.
- Muriel sagt in der 1. Staffel häufig „Ich mache das jedenfalls nicht sauber.“
- Carrie hat in fast jeder Folge eine andere Haarfarbe sowie Frisur. Am Anfang sind es verschiedene Kurzhaarschnitte; gegen Ende der Serie trägt sie die Haare länger.

## Staffeln

### Erstausstrahlungen
| Staffel   | Episoden | Ausstrahlungstermin (D) Disney Channel | Ausstrahlung (USA)              |
| --------- | -------- | -------------------------------------- | ------------------------------- |
| Staffel 1 | 26       | 3. Oktober 2005–November 2005          | 18. März 2005–27. Januar 2006   |
| Staffel 2 | 39       | September 2006–April 2007              | 3. Februar 2006–2. Juni 2007    |
| Staffel 3 | 22       | 23. September 2007–23. Januar 2009     | 23. Juli 2007–1. September 2008 |

### Episoden
| Staffel 1 |                               |                                 |                      |
| Nr.       | Originaltitel                 | Deutscher Titel                 | Erstausstrahlung (D) |
| 1.        | Hotel Hangout                 | Invasion der Kinder             | 16. Februar 2008     |
| 2.        | The Fairest of Them All       | Die Schönste der Schönen        | 17. Februar 2008     |
| 3.        | Maddie Checks In              | Maddie zieht ein                | 2. Januar 2008       |
| 4.        | Hotel Inspector               | Die Hotelinspektion             | 2. Januar 2008       |
| 5.        | Grounded on the 23rd Floor    | Hausarrest im 23. Stock         | 6. Januar 2008       |
| 6.        | The Prince & The Plunger      | Der Prinz und der Klempnerknabe | 7. Januar 2008       |
| 7.        | Footloser                     | Die Traumtänzer                 | 3. Januar 2008       |
| 8.        | A Prom Story                  | Der Abschluss-Fall              | 9. Januar 2008       |
| 9.        | Band in Boston                | Der Bandwettbewerb              | 9. Januar 2008       |
| 10.       | Cody Goes to Camp             | Zack allein im Hotel            | 10. Januar 2008      |
| 11.       | To Catch a Thief              | Haltet den Dieb                 | 7. Januar 2008       |
| 12.       | It’s a Mad, Mad, Mad Hotel    | Das Tipton auf Schatzsuche      | 10. Januar 2008      |
| 13.       | Poor Little Rich Girl         | Armes kleines reiches Mädchen   | 8. Januar 2008       |
| 14.       | Cookin’ With Romeo and Juliet | Liebe kann warten               | 11. Januar 2008      |
| 15.       | Rumors                        | Gerüchte                        | 11. Januar 2008      |
| 16.       | Big Hair & Baseball           | Staatsfeind Nummer 1            | 12. Januar 2008      |
| 17.       | Rock Star in the House        | Der Rockstar im Tipton          | 15. Januar 2008      |
| 18.       | Smart & Smarter               | Klug und klügerer               | 16. Januar 2008      |
| 19.       | The Ghost in Suite 613        | Der Geist von Zimmer 613        | 6. Juli 2007         |
| 20.       | Dad’s Back                    | Dad ist zurück                  | 14. Januar 2008      |
| 21.       | Christmas at the Tipton       | Weihnachten im Tipton           | 15. Januar 2008      |
| 22.       | Kisses and Basketball         | Küsse und Basketball            | 14. Januar 2008      |
| 23.       | Pilot Your Own Life           | Der neue Look                   | 13. Januar 2008      |
| 24.       | Crushed                       | Verliebt                        | 26. Januar 2008      |
| 25.       | Commercial Breaks             | Werbeunterbrechungen            | 17. Januar 2008      |
| 26.       | Boston Holiday                | Ein Urlaubstag in Boston        | 16. Januar 2008      |

| Staffel 2    |               |                                        |                                    |                      |
| Nr. (gesamt) | Nr. (Staffel) | Originaltitel                          | Deutscher Titel                    | Erstausstrahlung (D) |
| 27.          | 1.            | Odd Couples                            | Cody zieht aus                     | 18. Januar 2008      |
| 28.          | 2.            | French 101                             | Dolmetscher Moseby                 | 17. Januar 2008      |
| 29.          | 3.            | Day Care                               | Entspannt euch                     | 19. Januar 2008      |
| 30.          | 4.            | Heck’s Kitchen                         | In Teufels Küche                   | 21. Januar 2008      |
| 31.          | 5.            | Free Tippy                             | Tippy geht in Rente                | 18. Januar 2008      |
| 32.          | 6.            | Forever Plaid                          | Ab ins Kloster                     | 20. Januar 2008      |
| 33.          | 7.            | Election                               | Die Wahl                           | 21. Januar 2008      |
| 34.          | 8.            | Moseby’s Big Brother                   | Mosebys großer Bruder              | 24. Januar 2008      |
| 35.          | 9.            | Books and Birdhouses                   | Fremde Federn                      | 27. Juli 2007        |
| 36.          | 10.           | Not So Suite 16                        | Der 16. Geburtstag                 | 24. Januar 2008      |
| 37.          | 11.           | Twins at the Tipton                    | Noch mehr Zwillinge im Tipton      | 25. Januar 2008      |
| 38.          | 12.           | Neither a Borrower Nor a Speller Bee   | Der Buchstabier-Wettbewerb         | 22. Januar 2008      |
| 39.          | 13.           | Bowling                                | Bowling                            | 22. Januar 2008      |
| 40.          | 14.           | Kept Man                               | Der gekaufte Freund                | 26. Januar 2008      |
| 41.          | 15.           | The Suite Smell of Excess              | Verkehrte Welt                     | 23. Januar 2008      |
| 42.          | 16.           | Going for the Gold                     | Hausmeister des Jahres             | 29. Januar 2008      |
| 43.          | 17.           | Boston Tea Party                       | Die Bostoner Tea Party             | 30. Januar 2008      |
| 44.          | 18.           | Have a Nice Trip                       | Operation Skateboard               | 28. Januar 2008      |
| 45.          | 19.           | Ask Zack                               | Frag Zack…                         | 31. Januar 2008      |
| 46.          | 20.           | That’s So Suite Life of Hannah Montana | Dein Auftritt, Hannah Montana      | 19. Januar 2008      |
| 47.          | 21.           | What the Hey                           | Stiefmutter Nummer fünf            | 27. Januar 2008      |
| 48.          | 22.           | A Midsummer’s Nightmare                | Ein Sommernachtsalbtraum           | 23. Januar 2008      |
| 49.          | 23.           | Lost in Translation                    | Die internationalen Wochen         | 30. Januar 2008      |
| 50.          | 24.           | Volley Dad                             | London, der Volleyball-Star        | 2. Februar 2008      |
| 51.          | 25.           | Loosley Ballroom                       | Darf ich bitten?                   | 31. Januar 2008      |
| 52.          | 26.           | Scary Movie                            | Der Gruselfilm                     | 3. Februar 2008      |
| 53.          | 27.           | Ah, Wilderness                         | Ab in die Wildnis                  | 5. Februar 2008      |
| 54.          | 28.           | Birdman in Boston                      | Cody, du hast ’nen Vogel           | 29. Januar 2008      |
| 55.          | 29.           | Nurse Zack                             | Der Angestellte des Monats         | 4. Februar 2008      |
| 56.          | 30.           | Club Twin                              | Club Zwilling(In der Tipton Disco) | 6. Februar 2008      |
| 57.          | 31.           | Risk It All                            | Wie gewonnen, so zerronnen         | 9. Februar 2008      |
| 58.          | 32.           | Nugget of History                      | Das Geschichtsprojekt              | 11. Februar 2008     |
| 59.          | 33.           | Miniature Golf                         | Minigolf                           | 7. Februar 2008      |
| 60.          | 34.           | Health and Fitness                     | Fit oder Fett                      | 6. August 2007       |
| 61.          | 35.           | Back in the Game                       | Wieder im Spiel                    |                      |
| 62.          | 36.           | Going to Hollywood, Part 1             | Jetzt wird’s filmreif Teil 1       | 9. August 2007       |
| 63.          | 37.           | Going to Hollywood, Part 2             | Jetzt wird’s filmreif Teil 2       | 13. August 2007      |
| 64.          | 38.           | I Want My Mummy                        | Der Fluch der Pyramide             | 10. Februar 2008     |
| 65.          | 39.           | Aptitude                               | Der Eignungstest                   | 1. Januar 2008       |

| Staffel 3    |               |                               |                                     |                      |
| Nr. (gesamt) | Nr. (Staffel) | Originaltitel                 | Deutscher Titel                     | Erstausstrahlung (D) |
| 66.          | 1.            | Graduation                    | Die Sommerschule                    | 12. Januar 2008      |
| 67.          | 2.            | Summer of Our Discontent      | Ein missvergnüglicher Sommer        | 12. Februar 2008     |
| 68.          | 3.            | Sink or Swim                  | Job und Flop                        | 8. Februar 2008      |
| 69.          | 4.            | Super Twins                   | Die Superzwillinge                  |                      |
| 70.          | 5.            | Who’s the Boss                | Wer ist der Boss                    | 5. Februar 2008      |
| 71.          | 6.            | Baggage                       | Mosebys Benimmkurs                  | 7. Februar 2008      |
| 72.          | 7.            | Sleepover Suite               | Vielstimmiger Liebesgesang          | 3. Januar 2008       |
| 73.          | 8.            | The Arwin That Came to Dinner | Arwin das Muttersöhnchen            | 13. Februar 2008     |
| 74.          | 9.            | Lip Syncin' in the Rain       | Musical-Fieber                      | 19. Februar 2008     |
| 75.          | 10.           | First Day of High School      | Der erste Tag auf der Highschool    | 18. Februar 2008     |
| 76.          | 11.           | Of Clocks and Contracts       | Zack, der Manager                   | 15. Februar 2008     |
| 77.          | 12.           | Arwinstein                    | Halloween mit Arwinstein            | 21. Februar 2008     |
| 78.          | 13.           | Team Tipton                   | Teamarbeit                          | 9. Februar 2008      |
| 79.          | 14.           | Orchestra                     | Eifersucht                          | 14. Februar 2008     |
| 80.          | 15.           | A Tale of Two Houses          | Prinz Esteban                       | 25. Februar 2008     |
| 81.          | 16.           | Tiptonline                    | Tiptonline                          | 5. Januar 2008       |
| 82.          | 17.           | Foiled Again                  | En garde, Bakterien!                | 2. Februar 2008      |
| 83.          | 18.           | Romancing the Phone           | Nachhilfe für Herzensbrecher        | 10. Mai 2008         |
| 84.          | 19.           | Benchwarmers                  | Bankdrücker (Cheerleader)           | 19. September 2008   |
| 85.          | 20.           | Doin’ Time in Suite 2330      | Die Cheetah Girls zu Gast im Tipton | 23. Januar 2009      |
| 86.          | 21.           | Let Us Entertain You          | Eine Kreuzfahrt mit Zack und Cody   | 10. Januar 2009      |
| 87.          | 22.           | Mr. Tipton Comes to Visit     | Die Feuerprobe                      | 17. Januar 2009      |

Die Folge „Die Cheetah Girls zu Gast im Tipton“ wurde in Deutschland nur im Disney Channel ausgestrahlt.

## DVDs
DVDs in Deutschland
- Hotel Zack & Cody: Die komplette erste Staffel (nur in Deutschland)

DVDs in Amerika
- Taking Over the Tipton
- That’s So Suite Life of Hannah Montana (mit Episoden aus Raven blickt durch und Hannah Montana)
- Sweet Suite Victory
- Wish Gone Amiss (mit Episoden aus Einfach Cory und Hannah Montana)
- Lip Synchin’ in the Rain

## Videospiele
Videospiele in Deutschland
- Hotel Zack & Cody: Kreis der Spione (Nintendo DS)

Videospiele in Amerika
- The Suite Life of Zack & Cody: Tipton Trouble (Nintendo DS)
- The Suite Life of Zack & Cody: Tipton Caper (Game Boy Advance)
- The Suite Life of Zack & Cody: Circle of Spies (Nintendo DS)